# Hemipsilichthys
Hemipsilichthys är ett släkte av fiskar. Hemipsilichthys ingår i familjen Loricariidae.
Kladogram enligt Catalogue of Life:
| Hemipsilichthys | \| \| Hemipsilichthys gobio \| \| \| \| \| \| Hemipsilichthys nimius \| \| \| \| \| \| Hemipsilichthys papillatus \| \| \| \| |
|                 | \| \| Hemipsilichthys gobio \| \| \| \| \| \| Hemipsilichthys nimius \| \| \| \| \| \| Hemipsilichthys papillatus \| \| \| \| |
|                 | Hemipsilichthys gobio |
|                 | |
|                 | Hemipsilichthys nimius |
|                 | |
|                 | Hemipsilichthys papillatus |
|                 | |